# Давід Кобеньйо
Давід Кобеньйо (ісп. David Cobeño, нар. 6 квітня 1982, Мадрид) — іспанський футболіст, що грав на позиції воротаря, зокрема за «Райо Вальєкано».

## Ігрова кар'єра
Вихованець системи підготовки гравців «Реал Мадрид». З 2003 року залучався до ігор третьої команди клубу, а протягом 2005–2006 років грав за «Реал Мадрид Кастілья».
2006 року перейшов до «Севільї». Протягом сезону був резервним воротарем команди, яка стала володарем Кубка Іспанії, Кубка УЄФА та Суперкубка УЄФА. Сезон 2007/08 провів в оренді в «Альмерії».
Влітку 2008 року став гравцем друголігового «Райо Вальєкано», де відразу ж отримав місце в основному складі. У першому ж сезоні після переходу став володарем Трофея Самори серед воротарів Сегунди, пропустивши лише 35 голів у 40 іграх турніру. 2011 року допоміг команді підвищитися в класі і протягом наступних п'яти сезонів, до завершення кар'єри у 2016 році, захищав її кольори у Ла-Лізі. Щоправда на рівні найвищого іспанського дивізіону був вже резервним голкіпером «Райо».

## Титули і досягнення
- Володар Кубка Іспанії (1):

«Севілья»: 2006/07
- Володар Кубка УЄФА (1):

«Севілья»: 2006/07
- Володар Суперкубка УЄФА (1):

«Севілья»: 2006